# محمد آيت موهوب
 محمد آيت موهوب  (1952 الجزائر) هو لاعب كرة قدم جزائري.

## روابط خارجية
- محمد آيت موهوب على موقع ناشيونال فوتبول تيمز (الإنجليزية)